# Гвулот
Гвулот (івр. גְּבוּלוֹת) —  кібуц в північно-західній частині пустелі Негев в Ізраїлі, розташований неподалік кордону з Сектором Газа. Підпадає під юрисдикцію регіональної ради Ешколь.

## Історія
Село було засноване 12 травня 1943 року на землі, що належить Єврейському національному фонду (ЄНФ) іммігрантами з Румунії та Туреччини, які були членами групи «Кібуц Ерец Ізраель Гімель» Га-Шомер га-цаїр, за фінансової допомоги «Керен Хайесод». Спочатку названий Міцпе Гвулот (іврит: מִצְפֶּה גְּבוּלוֹת, букв. «прикордонний оглядовий пункт»), він був першим із трьох оглядових пунктів, іншими були Бейт Ешель і Ревівім. Це було друге сучасне єврейське поселення в Негеві та перше в районі Гази. Його метою була охорона земель ЄНФ, а також дослідження ґрунтів і клімату регіону та оцінка їх придатності для сільського господарства.
Гвулот було визнано кібуцем у 1946 році. До арабо-ізраїльської війни 1948 року він був розділений на дві частини: невелике скупчення сімей у його післявоєнному місці, а решта на сусідній військовій базі. Під час війни на базі розташовувалася 8-ма бригада ізраїльскої армії. Після війни, у 1949 році, усі жителі переїхали до нинішнього місця розташування Гвулот, приблизно за 1,5 км на південь від бази.
Соліст англійського гурту «Duran Duran» Саймон Ле Бон працював у кібуці Гвулот. Перебуваючи тут, він написав ранні тексти для низки пісень гурту: «Careless Memories», «The Chaffeur», «Sound of Thunder», «Tel Aviv».